# Списък на реките в Илинойс
Списъкът на реките в Илинойс включва основните реки и потоци, които текат в щата Илинойс, Съединените американски щати.
По-голямата част от щата се отводнява чрез река Мисисипи в Мексиканския залив. Много малка част от щата попада във водосборния басейн на река Сейнт Лорънс. Най-големи реки в щата са Илинойс, Каскаския и Рок Ривър. Река Мисисипи образува западната граница на щата, а реките Охайо и Уобаш – южната и източната граници.

## По водосборен басейн
Мексикански залив
- Мисисипи
  - Охайо
    - Сейлин
    - Уобаш
      - Литъл Уобаш
      - Имбарас
      - Вермилиън

  - Биг Мъди Ривър
  - Каскаския
  - Едуардс Ривър
  - Рок Ривър
    - Грийн Ривър
    - Кишуоки
    - Пекатоника
      - Шугър Ривър

  - Илинойс
    - Спуун Ривър
    - Макино
    - Фокс Ривър
    - Дес Плейнс
    - Канкаки
      - Ирокез

    - Сангамон
    - Ла Мойн

  - Плъм Ривър
  - Ейпъл Ривър
  - Галена
  - Синсинауа

Сейнт Лорънс
Езеро Мичиган
- Чикаго
- Калюмет
  - Гранд Калюмет
  - Литъл Калюмет

## По азбучен ред
- Биг Мъди Ривър
- Вермилиън
- Галена
- Гранд Калюмет
- Грийн Ривър
- Дес Плейнс
- Едуардс Ривър
- Ейпъл Ривър
- Илинойс
- Имбарас
- Ирокез
- Калюмет
- Канкаки
- Каскаския
- Кишуоки
- Ла Мойн
- Литъл Калюмет
- Литъл Уобаш
- Макино
- Охайо
- Пекатоника
- Плъм Ривър
- Рок Ривър
- Сангамон
- Сейлин
- Синсинауа
- Спуун Ривър
- Уобаш
- Фокс Ривър
- Чикаго
- Шугър Ривър